# متوچن، نیوجرسی
متاچن (به انگلیسی: Metuchen) شهری در ایالت نیوجرسی کشور ایالات متحده آمریکا است که جمعیت آن در سرشماری سال ۲۰۱۰ میلادی، ۱۳٬۵۷۴ نفر بوده‌است.